# 대한민국의 섬 목록

대한민국 지도

이 문서는 대한민국의 섬에 관한 목록이다.

## 도서 분포 현황
- 출처 : 해양수산부 연안포탈 보관됨 2007-10-23 - 웨이백 머신
- 면적 단위 : (km2)

| 광역시/도      | 해안선 연장 (km2) | 도서부 | 도서부   | 도서부    | 도서부    | 도서부    | 도서부    | 유인도서      | 유인도서  |
| 광역시/도      | 해안선 연장 (km2) | 계     | 계       | 유인 도서 | 유인 도서 | 무인 도서 | 무인 도서 | 가구수 (가구) | 인구수    |
| 광역시/도      | 해안선 연장 (km2) | 개소   | 면적     | 개소      | 면적      | 개소      | 면적      | 가구수 (가구) | 인구수    |
| -------------- | ----------------- | ------ | -------- | --------- | --------- | --------- | --------- | ------------- | --------- |
| 인천광역시     | 880.30            | 154    | 687.02   | 42        | 680.91    | 112       | 6.11      | 33,046        | 94,172    |
| 경기도         | 303.57            | 65     | 44.57    | 11        | 43.74     | 54        | 0.83      | 2,768         | 7,215     |
| 충청남도       | 1,204.60          | 261    | 163.01   | 37        | 150.48    | 224       | 12.54     | 6,867         | 20,26     |
| 전라북도       | 301.70            | 109    | 37.95    | 26        | 35.31     | 83        | 2.64      | 1,985         | 6,468     |
| 전라남도       | 5,554.90          | 2210   | 1,836.49 | 278       | 1,790.55  | 1,688     | 45.92     | 78,071        | 219,542   |
| 경상남도       | 2,173.64          | 428    | 930.05   | 82        | 918.21    | 346       | 11.84     | 99,673        | 313,551   |
| 부산광역시     | 313.92            | 82     | 75.80    | 6         | 69.16     | 76        | 6.64      | 119,402       | 384,366   |
| 울산광역시     | 135.83            | 8      | 0.09     | -         | -         | 8         | 0.09      | -             | -         |
| 경상북도       | 428.00            | 47     | 73.73    | 4         | 73.60     | 43        | 0.13      | 3,840         | 10,426    |
| 강원도         | 318.10            | 32     | 0.26     | -         | -         | 32        | 0.26      | -             | -         |
| 제주특별자치도 | 419.95            | 63     | 15.45    | 8         | 13.80     | 55        | 1.65      | 2,232         | 5,98      |
| 총계           | 12,035            | 3,215  | 3,824    | 494       | 3,736     | 2,721     | 89        | 347,884       | 1,061,984 |

## 면적 순 섬 목록
- 출처 : 2012년 지적통계연보[1]
- 면적 단위 : (km2)

| 순위 | 섬 이름    | 소재지            | 면적      |
| ---- | ---------- | ----------------- | --------- |
| 1    | 제주도     | 제주특별자치도    | 1,833.162 |
| 2    | 거제도     | 경상남도 거제시   | 379.233   |
| 3    | 진도       | 전라남도 진도군   | 374.981   |
| 4    | 강화도     | 인천광역시 강화군 | 302.582   |
| 5    | 남해도     | 경상남도 남해군   | 300.935   |
| 6    | 안면도     | 충청남도 태안군   | 113.460   |
| 7    | 영종용유도 | 인천광역시 중구   | 104.28    |
| 8    | 완도       | 전라남도 완도군   | 90.074    |
| 9    | 울릉도     | 경상북도 울릉군   | 72.861    |
| 10   | 돌산도     | 전라남도 여수시   | 70.307    |
| 11   | 거금도     | 전라남도 고흥군   | 64.765    |
| 12   | 지도       | 전라남도 신안군   | 54.703    |
| 13   | 창선도     | 경상남도 남해군   | 54.127    |
| 14   | 자은도     | 전라남도 신안군   | 52.193    |
| 15   | 백령도     | 인천광역시 옹진군 | 51.086    |
| 16   | 압해도     | 전라남도 신안군   | 49.232    |
| 17   | 안좌도     | 전라남도 신안군   | 48.923    |
| 18   | 교동도     | 인천광역시 강화군 | 47.141    |
| 19   | 비금도     | 전라남도 신안군   | 46.249    |
| 20   | 고금도     | 전라남도 완도군   | 45.558    |
| 21   | 도초도     | 전라남도 신안군   | 43.398    |
| 22   | 석모도     | 인천광역시 강화군 | 42.344    |
| 23   | 임자도     | 전라남도 신안군   | 40.049    |
| 24   | 암태도     | 전라남도 신안군   | 37.251    |
| 25   | 청산도     | 전라남도 완도군   | 32.963    |
| 26   | 보길도     | 전라남도 완도군   | 32.142    |
| 27   | 신의도     | 전라남도 신안군   | 31.668    |
| 28   | 신지도     | 전라남도 완도군   | 30.832    |
| 29   | 조약도     | 전라남도 완도군   | 28.701    |
| 30   | 금오도     | 전라남도 여수시   | 27.508    |

## 그 밖의 주요 섬
- 가덕도
- 교동도
- 금호도
- 내나로도
- 노화도
- 대흑산도
- 덕적도
- 사옥도
- 소안도
- 영도
- 영흥도
- 외나로도
- 장산도
- 증도
- 죽도
- 팔금도
- 평일도
- 하도
- 하의도
- 하조도
- 한산도
- 흑산도
- 여의도
- 마라도
- 우도
- 추자도
- 비양도
- 가거도
- 이어도
- 욕지도
- 생일도
- 안도
- 연도
- 취도
- 수락도
- 소록도
- 소량도
- 넙도
- 서넙도
- 맹골도
- 상하죽도
- 자라도

### 국토 끝섬
- 최동단 - 독도
- 최서단 - 백령도
- 최남단 - 마라도
- 최북단 - 백령도

### 하중도
- 한강
  - 서울특별시 - 여의도, 밤섬, 노들섬, 선유도, 난지도
  - 강원도 - 남이섬, 붓꽃섬, 중도
- 낙동강
  - 부산광역시 - 을숙도

## 같이 보기
- 한국의 해안
- 하중도
- 조선민주주의인민공화국의 섬 목록